# رجبعلی محمدزاده
رجبعلی محمدزاده (۲ اردیبهشت ۱۳۴۰ – ۲۶ مهر ۱۳۸۸) سرتیپ دوم سپاه پاسداران انقلاب اسلامی بود، که در ۲۶ مهر ۱۳۸۸ در پیشین سرباز همراه سردار نورعلی شوشتری ترور شد. وی در خلال جنگ ایران و عراق از اعضای نیروی زمینی سپاه پاسداران بود و فرماندهی گردان نصرالله از لشکر ۵ نصررا برعهده داشت. 
سردار رجبعلی محمدزاده از ۱۳۷۳ تا ۱۳۷۷ جانشین فرمانده تیپ ۴۵ جوادالائمه بود، از ۱۳۷۷ تا ۱۳۸۴ فرماندهی تیپ ۴۵ جوادالائمه را برعهده داشت، در فاصله سال‌های ۱۳۸۴ تا ۱۳۸۸ به‌عنوان فرمانده تیپ ۱۱۰ نیروی مخصوص سلمان فارسی فعالیت می‌کرد و از ۱۳۸۷ تا ۱۳۸۸ فرمانده سپاه سلمان سیستان و بلوچستان بود.

## زندگی‌نامه
رجبعلی محمدزاده در دوم اردیبهشت سال ۱۳۴۰ در روستای «نوده» استان خراسان شمالی متولد شد. دوران نوجوانی و جوانی‌اش هم‌زمان با انقلاب ۱۳۵۷ بود که او پس از روی کار آمدن حکومت جمهوری اسلامی در ایران، ابتدا عضو بسیج شد و سپس در سال ۱۳۵۸ به عضویت سپاه درآمد. در عملیات خیبر، با نورعلی شوشتری آشنا شد.   سردار رجبعلی محمدزاده در عملیات‌های بدر، والفجر ۸، نصر ۸، بیت‌المقدس۲ و کربلای ۴ و ۱۰ و عملیات خیبر و عملیات کربلای ۵ حضور داشت. او بعد از پایان یافتن جنگ تا زمان کشته شدنش (از سال ۱۳۶۹ تا ۱۳۸۸) مسئولیت‌های مختلفی در سپاه برعهده داشته که فرماندهی تیپ جواد‌الائمه و فرماندهی سپاه سلمان سیستان و بلوچستان از جمله این مسئولیت‌هاست.

## کشته شدن
بنابه گزارش رادیو فردا، در ۲۶ مهر ۱۳۸۸ در نشستی که میان سران قبایل و طوایف سیستان و بلوچستان در منطقه پیشین بلوچستان در حال برگزاری بود؛ فردی در عملیاتی انتحاری اقدام به انفجار آنجا نموده و نزدیک به ۶۰ نفر کشته و زخمی می‌شوند. به گزارش این خبرگزاری، شماری از فرماندهان سپاه از جمله سردار نورعلی شوشتری و سردار رجبعلی محمدزاده در این حادثه کشته شده‌اند.